# زانکت گوارسهاوزن
شهر زانکت گوارزهاوزن (به آلمانی: Sankt Goarshausen) در ایالت راینلند-فالتز در کشور آلمان واقع شده‌است.

## نگارخانه

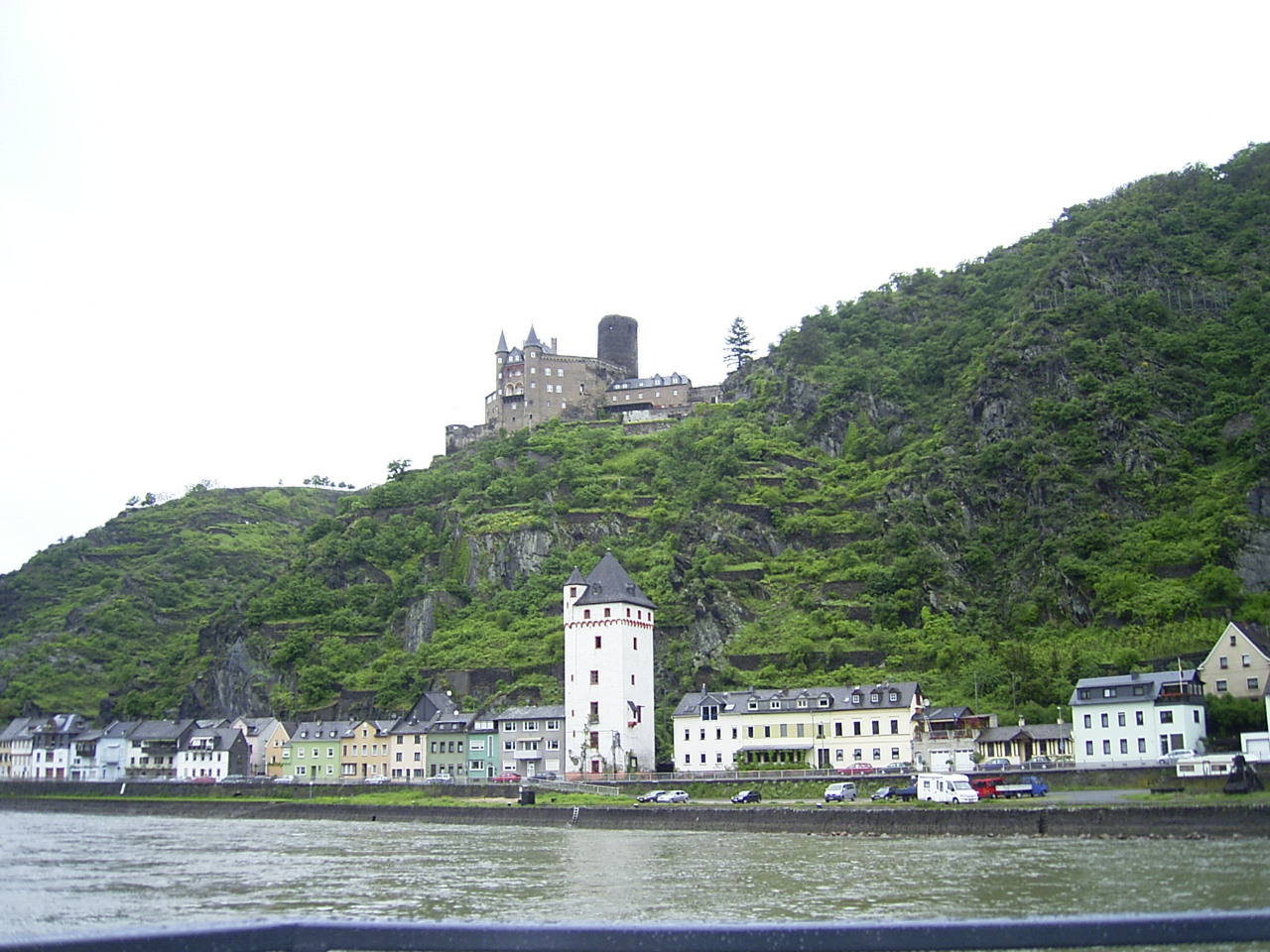
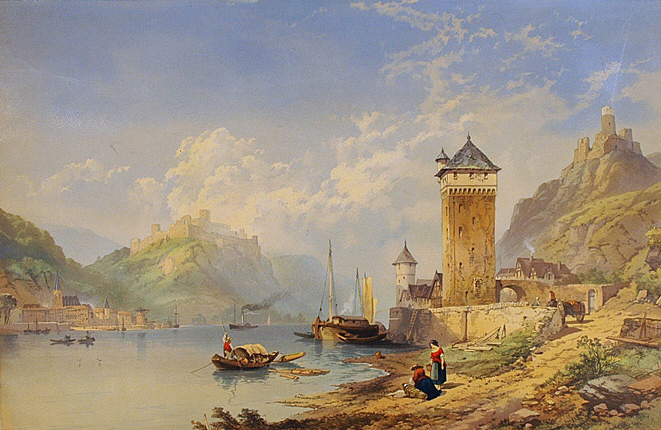